# سیارک ۲۱۲۴۶۵
سیارک ۲۱۲۴۶۵ (به انگلیسی: 212465 Goroshky، نامگذاری:2006QD40) دویست و دوازده هزار و چهارصد و شصت و پنجمین سیارک کشف شده‌است که در ۲۳ اوت ۲۰۰۶ کشف شد.